# Floyd S. Chalmers Award in Ontario History
Der Floyd S. Chalmers Award in Ontario History ist ein kanadischer Literaturpreis, der seit 1983 vergeben wird. Mit ihm wird jeweils ein historisches, archäologisches oder ethnographisches Sachbuch des Vorjahres, das ein kanadischer Schriftsteller auf Englisch zur Geschichte der Region Ontario oder des Großraums Toronto veröffentlicht hat. Vergeben wurde der Preis bis 1993 durch das Board of Trustees of the Ontario Historical Studies Series, seit dessen Auflösung wird er durch die Champlain Society organisiert.
Der Preis ist nach dem Journalisten und Philanthropen Floyd Sherman Chalmers (1898–1993) benannt, der in seiner langen Karriere als Herausgeber und Verleger in zahlreichen kulturellen Institutionen als Direktor fungierte, so beim Toronto Symphony Orchestra, als Beisitzender beim Royal Conservatory of Music, Präsident bei der Canadian Opera Company und dem Stratford Shakespearean Festival sowie als Rektor der York University. Die Auszeichnung wurde etabliert, als Chalmers Mitglied des Board of Trustees of the Ontario Historical Studies Series war.
Das Autorenteam R.D. Gidney und W.P.J. Millar hat die Auszeichnung bereits zweimal erhalten. Lediglich 1991 wurde der Award gleichzeitig an zwei Preisträger vergeben: Marianne McLean, The People of Glengarry: Highlanders in Transition 1745–1820 und John T. Saywell, Just Call Me Mitch. The Life of Mitchell F. Hepburn.
Der Floyd S. Chalmers Award in Ontario History wird verwaltet von Jane Errington. Jeder Verlag kann eine Buchveröffentlichung vorschlagen, über die ein Kuratorium von anerkannten kanadischen Historikern berät. Gegenwärtig sind es Brian Osborne, Professor Emeritus, Queen’s University, und Forschungs-Professor, Carleton University, Professor Sarah Carter, und Henry Marshall Tory Chair, Department of History, Classics, and Faculty of Native Studies, University of Alberta sowie Dr. Jan Noel, außerordentlicher Professor, Department of History, University of Toronto. Dabei werden die eingereichten Beiträge auf der Basis ihrer logischen Argumentation, ihres Stellenwerts und der Besonderheit ihres Themas, der Qualität der Forschung und der Exzellenz ihres literarischen Stils beurteilt. („Submissions are judged on the basis of the strength of the book’s arguments, the range and significance of the subject, the quality of the research, and the excellence of the literary style.“) Die Vorschläge können ein breites Themenspektrum abdecken, aber manche Gattungen sind von der Preisvergabe ausgeschlossen: Tagebucheditionen, reine Texteditionen ohne Interpretationsteile eines Herausgebers, Sammlungen von Essays verschiedener Urheber, Übersetzungen und Bibliografien.
Die Auszeichnung besteht aus einem finanziellen Preis und einer geschnitzten Plastik der Inuit. Laut den Regularien kann der Preis in einem Kalenderjahr auch ausfallen, falls keines der vorgeschlagenen Werke die erwartete Qualität aufweist. Darüber hinaus können ehrenvolle Erwähnungen („honorable mention“) für nicht prämierte Kandidaten vergeben werden.

## Preisträger
| Jahr | Autor                                 | Titel des Sachbuchs | Verlag                                                            |
| ---- | ------------------------------------- | --- | ----------------------------------------------------------------- |
| 1983 | Gerald Killan                         | David Boyle: From Artisan to Archeologist                                                                              | University of Toronto Press                                       |
| 1984 | Donald H. Akenson                     | The Irish in Ontario                                                                                                   | McGill-Queen’s University Press                                   |
| 1985 | Kenneth J. Rea                        | The Prosperous Years: The Economic History of Ontario 1939–1975                                                        | University of Toronto Press                                       |
| 1986 | Charles M. Johnston                   | E.C. Drury: Agrarian Idealist                                                                                          | University of Toronto Press                                       |
| 1987 | Ian Radforth                          | Bushworkers and Bosses: Logging in Northern Ontario 1900–1980                                                          | University of Toronto Press                                       |
| 1988 | Bruce Elliot                          | Irish Immigrants in the Canadas: A New Approach                                                                        | McGill-Queen's University Press                                   |
| 1989 | Philip Marchand                       | Marshall McLuhan: The Medium and the Messenger                                                                         | Random House of Canada Limited                                    |
| 1990 | R.D. Gidney, W.P.J. Millar            | Inventing Secondary Education: The Rise of the High School in Nineteenth Century Ontario                               | McGill-Queen’s University Press                                   |
| 1991 | Marianne McLean sowie John T. Saywell | The People of Glengarry: Highlanders in Transition 1745–1820 sowie Just Call Me Mitch. The Life of Mitchell F. Hepburn | McGill-Queen’s University Press sowie University of Toronto Press |
| 1992 | Franca Iacovetta                      | Such Hardworking People: Italian Immigrants in Postwar Toronto                                                         | McGill-Queen’s University Press                                   |
| 1993 | Douglas McCalla                       | Planting the Province: The Economic History of Upper Canada 1784–1870                                                  | University of Toronto Press                                       |
| 1994 | R.D. Gidney, W.P.J. Millar            | Professional Gentlemen: The Professions in Nineteenth Century Ontario                                                  | University of Toronto Press                                       |
| 1995 | Patricia Jason                        | Wild Things: Nature, Culture and Tourism in Ontario 1790–1914                                                          | University of Toronto Press                                       |
| 1996 | Lynne Marks                           | Revivals and Roller Rinks: Religion, Leisure and Identity in Late Nineteenth-Century Small-Town Ontario                | University of Toronto Press                                       |
| 1997 | Keith Walden                          | Becoming Modern in Toronto: The Industrial Exhibition and the Shaping of Late Victorian Culture                        | University of Toronto Press                                       |
| 1998 | Margaret June Hillyard Little         | ‘No Car, No Radio, No Liquor Permit’ - The Moral Regulation of Single Mothers in Ontario                               | Oxford University Press                                           |
| 1999 | Charlotte Gray                        | Sisters in the Wilderness. The Lives of Susanna Moodie and Catharine Parr Traill                                       | Penguin Books Canada Limited                                      |
| 2000 | James T.H. Connor                     | Doing Good: The Life of Toronto’s General Hospital                                                                     | University of Toronto Press                                       |
| 2001 | Laurel Sefton MacDowell               | Renegade Lawyer: The Life of J.L. Cohen                                                                                | University of Toronto Press                                       |
| 2002 | Martin Friedland                      | The University of Toronto: A History                                                                                   | University of Toronto Press                                       |
| 2003 | Terry Crowley                         | Marriage of Minds: Isabel and Oscar Skelton Reinventing Canada                                                         | University of Toronto Press                                       |
| 2004 | Peter L. Storck                       | Journey to the Ice Age: Discovering An Ancient World                                                                   | University of British Columbia Press                              |
| 2005 | Philip Girard                         | Bora Laskin: Bringing Law to Life. Osgoode Society for Canadian Legal History                                          | University of Toronto Press                                       |
| 2006 | Kerry Abel                            | Changing Places: History, Community, and Identity in Northeastern Ontario                                              | University of Toronto Press                                       |
| 2007 | Richard J. Gwyn                       | John A.: The Man Who Made Us                                                                                           | Random House Canada                                               |
| 2008 | Catharine Anne Wilson                 | Tenants in Time: Family Strategies, Land, and Liberalism in Upper Canada, 1799–1871                                    | McGill-Queen's University Press                                   |
| 2009 | Sharon Wall                           | The Nurture of Nature: Childhood, Antimodernism, and Ontario Summer Camps, 1920–55                                     | UBC Press                                                         |
| 2010 | Michelle A. Hamilton                  | Collections and Objections: Aboriginal Material Culture in Southern Ontario, 1791–1914                                 | McGill-Queen's University Press                                   |
| 2011 | N.N                                   | N.N |                                                                   |
| 2012 | N.N                                   | N.N |                                                                   |